# 상주 전투 (1592년)
상주성 전투(尙州城 戰鬪) 혹은 상주 전투(尙州 戰鬪)는 임진왜란 초기 순변사 이일이 상주에서 군사를 모아 일본군과 싸웠으나 패배한 전투로 이후 상주 함락은 충주까지 무너지는 결과를 맞이한다.

## 배경
당시 일본군은 경상도 남부 지방을 완전히 함락시키고 진격하고 있었는데 고니시 유키나가가 이끄는 1만 8700명의 왜 육군 1부대는 파죽지세로 진격하고 있었다. 조정에서는 이를 방어하기 위해 이일을 순변사로 임명하여 상주로 내려보내며 군관들을 배속시키려 했으나 여의치 않았다.
한편 경상순찰사 김수가 고니시 유키나가를 방어하기 위해 군사를 모집하여 이일과 합류하기로 약속하여 약속장소인 대구에 집결하였으나 총사령관인 순변사 이일이 며칠이 지나도 도착하지 않고 이 지역 지휘관인 박홍과 이각은 도망쳐버렸다. 순변사 이일은 한양에서 300명의 군사를 모아 내려가려 했으나 시간이 지연되고 가는 도중 군사들이 도망쳐 버렸다. 이일은 6월 2일(음력 4월 23일)에 문경을 거쳐 상주에 도착했으나 상주성을 지켜야 할 상주 목사 김해는 벌써 도망쳐 버렸고 판관 권길만이 상주를 지키고 있었다. 이일은 군사를 모집하여 자신이 데려온 군사 60명을 합쳐서 총 800명의 임진왜란 조선 최초의 주력 병력을 편성했다.

## 전투 과정

### 이일의 실수
6월 2일(음력 4월 23일) 저녁에 개령에 살던 한 사람이 이일을 찾아와 일본군이 근방까지 왔다고 알려주었으나 이일은 그 말을 믿지 않고 개령 사람을 옥에 가두었다. 그러나 고니시 유키나가가 이끄는 일본군 제1번대는 5월 29일(음력 4월 19일) 밀양을 점령하고 5월 31일(음력 4월 21일)에 대구로 진출하고 낙동강을 도하하여 선산에 진출하고 있었다. 6월 3일(음력 4월 24일)이 되어도 적이 나타나지 않자 이일은 그 개령 사람을 처형시켜 버렸다. 이일은 아침부터 상주성 북쪽 북천 강변에서 군사 훈련을 했는데 그러나 이일은 적이 어느정도까지 진출했는지 알아보지도 않았고, 군사훈련을 시키는 와중에 그 주변지역에 보초도 내보지 않았다. 오히려 일본군은 몇 차례나 척후병을 보내 조선군의 상황을 일거수일투족까지도 정찰하고 있었고, 훈련을 받고 있던 군사들은 정찰을 하고 있는 일본군 척후병들을 발견하였지만, 아침에 죽은 사람이 생각나 감히 보고할 생각을 하지 못하였다. 조선군 병사들이 훈련을 하고 있던 중 상주성 안 두 어 군데에서 검은 연기가 치솟았다. 이일은 급히 군관 한명을 보내 알아보내도록 하였는데, 군관이 다리 밑을 지나가던 순간 다리 밑에 숨어 있던 왜군 저격병이 조총으로 저격한 뒤 목을 베어 가지고 사라져 버렸다.

### 조선군의 패배
이 광경을 본 조선군은 전투를 시작하기도 전에 사기가 떨어졌고 일본군들은 대규모 기습 공격을 하여 조총을 쏘며 접근했다. 조선군은 활을 쏘았으나 후퇴하였고 곧 일본군들이 포위하여 사면 압박해 결국 이일은 도망쳤고 남아서 싸우던 군사들 모두 전사했다. 이일과 2명의 군관만이 조령의 조방장 변기와 충주의 신립 진영으로 후퇴했다.